# Saison 7 de S.W.A.T.
 (février 2024).
Si vous disposez d'ouvrages ou d'articles de référence ou si vous connaissez des sites web de qualité traitant du thème abordé ici, merci de compléter l'article en donnant les références utiles à sa vérifiabilité et en les liant à la section « Notes et références ».
Chronologie
Saison 6 Saison 8
Cet article présente le guide des épisodes de la septième saison de la série télévisée américaine S.W.A.T,.

## Généralités
- Aux États-Unis, cette septième saison est diffusée depuis le 16 février 2024 sur le réseau CBS.
- Au Canada, elle est diffusée en simultané sur le réseau Global.
- En Belgique, elle diffusée depuis le 10 janvier 2025 sur RTL tvi.

## Distribution
- Shemar Moore (VF : David Krüger) sergent Daniel « Hondo » Harrelson
- Jay Harrington (VF : Stéphane Pouplard) : sergent David « Deacon » Kay
- David Lim (VF : Alexandre Nguyen) : Victor Tan
- Patrick St. Esprit (VF : Guy Chapellier) : commandant Robert Hicks
- Rochelle Aytes (VF : Sophie Riffont) : Nichelle Carmichael
- Anna Enger Ritch (VF : Youna Noiret) : Zoe Powell

## Épisodes

### Épisode 1:Une promesse en l’air
- États-Unis /  Canada : 16 février 2024 sur CBS / Global
- Belgique : 10 janvier 2025 sur RTL TVI
- France : 19 aout 2025 sur TF1

- États-Unis : 5,24 millions de téléspectateurs

### Épisode 2:Le Pire des scénarios
- États-Unis /  Canada : 23 février 2024 sur CBS / Global
- Belgique : 10 janvier 2025 sur RTL TVI
- France : 19 août 2025 sur TF1

- États-Unis : 4,96 millions de téléspectateurs

### Épisode 3:Le Code d’honneur
- États-Unis /  Canada : 1er mars 2024 sur CBS / Global
- Belgique : 10 janvier 2025 sur RTL TVI
- France : 19 août 2025 sur TF1

- États-Unis : 5,02 millions de téléspectateurs

### Épisode 4:Opération clandestine
- États-Unis /  Canada : 8 mars 2024 sur CBS / Global
- France : 26 août 2025 sur TF1

### Épisode 5:D’une famille à l’autre
- États-Unis /  Canada : 8 mars 2024 sur CBS / Global
- Belgique : 2025 sur RTL tvi
- France : 26 août 2025 sur TF1

### Épisode 6:3 femmes en cavale
- États-Unis /  Canada : 15 mars 2024 sur CBS / Global
- France : 26 août 2025 sur TF1

### Épisode 7:Fin de service
- États-Unis /  Canada : 5 avril 2024 sur CBS / Global
- France : 2 septembre 2025 sur TF1

### Épisode 8:Chef de meute
- États-Unis /  Canada : 12 avril 2024 sur CBS / Global
- France : 2 septembre 2025 sur TF1

### Épisode 9:L'Appât
- États-Unis /  Canada : 19 avril 2024 sur CBS / Global
- France : 2 septembre 2025 sur TF1-->

### Épisode 10:SNAFU
- États-Unis /  Canada : 26 avril 2024 sur CBS / Global

### Épisode 11:Whispers"
- États-Unis /  Canada : 3 mai 2024 sur CBS / Global

### Épisode 12:Allegiance"
- États-Unis /  Canada : 10 mai 2024 sur CBS / Global

### Épisode 13:Twenty Squad
- États-Unis /  Canada : 17 mai 2024 sur CBS / Global